# Símaco, o Ebionita
Símaco (em latim: Symmachus), dito Ebionita, fl. século II, foi o autor de uma das traduções para o grego antigo do Antigo Testamento. Esta versão foi incluída por Orígenes em sua Hexapla e na Tetrapla, que comparava várias traduções do Antigo Testamento com a Septuaginta. Alguns dos poucos fragmentos do texto de Símaco que chegaram até nossos dias, remanescentes da também perdida Hexapla, permitiram que os acadêmicos modernos elogiassem a pureza e elegância do grego de Símaco. Esse trabalho também foi apreciado por Jerônimo, que inclusive o utilizou para compor a Vulgata.

## Vida e obras
Eusébio inferiu que Símaco era um ebionita (chamou-o de Ἐβιωνίτης Σύμμαχος - "Símaco ebionita"), o que atualmente é considerado pouco confiável. A alternativa é que ele seria um samaritano convertido ao judaísmo, em acordo com o relato Epifânio, que afirma que a conversão se deu após ele ter discutido com seus companheiros is now given greater credence, since Symmachus' exegetical writings give no indication of Ebionism..

## Tradução da Bíblia
De acordo com Bruce M. Metzger, a tradução grega das Bíblia hebraica preparada por Símaco seguiu uma "teoria e método... o oposto do que aconteceu com Áquila, pois seu objetivo era entregar um texto em grego elegante. Julgando a partir de fragmentos espalhados que sobraram de sua tradução, Símaco tendia a ser parafrástico ao representar o hebreu original. Ele preferia construções idiomáticas gregas ao contrário de outras versões, no qual as construções hebraicas foram preservadas. Assim, ele geralmente convertia em um particípio grego os dois verbos finitos ligados com uma copula. Ele fez copioso uso de um grande grupo de partículas gregas para trazer à tona as sutis diferenças de relacionamento que o hebreu não consegue expressar adequadamente. Em mais de uma passagem, Símaco demonstra uma tendência de suavizar as expressões antropomórficas do texto hebraico."

## Obras perdidas
De acordo com Eusébio, Símaco também escreveu comentários, ainda existentes no seu tempo, aparentemente escritos para refutar o canônico Evangelho de Mateus, sua Hypomnemata. Esta obra pode estar relacionada com a De distinctione præceptorum, mencionada pelo metropolita nestoriano Abdiso Bar Berika († 1318). Eusébio também traz uma afirmação de Orígenes que ele teria obtido este e outros comentários de Símaco sobre as Escrituras de uma certa Juliana, que, afirma, os teria herdado do próprio Símaco. Paládio de Galácia relata que ele encontrou em um manuscrito "muito antigo" a o seguinte comentário feito por Orígenes: "Este livro eu encontrei na casa de Juliana, uma virgem em Cesareia quando ele estava escondido lá. Ela disse que os recebeu do próprio Símaco, o intérprete dos judeus."